# Szent Demeter-fatemplom (Sajószentandrás)
A sajószentandrási Szent Demeter-fatemplom műemlékké nyilvánított épület Romániában, Beszterce-Naszód megyében. A romániai műemlékek jegyzékében a  BN-II-m-B-01713 sorszámon szerepel.